# José Cândido de Carvalho
Pour les articles homonymes, voir Carvalho.
José Cândido de Carvalho (Campos dos Goytacazes, 5 août 1914 - Niterói, 1er août 1989) est un écrivain brésilien.

## Biographie
Fils d'agriculteur, il commence à travailler pendant les vacances scolaires dans une raffinerie de sucre. À la sortie de l'école, il est critique pour divers journaux locaux, devenant finalement rédacteur en chef de O Liberal. Il est diplômé en droit de l’Université de Rio de Janeiro en 1937, mais a rapidement abandonné la profession.
A partir de 1939, il habite  dans la ville de Rio de Janeiro, où il travaille pour divers journaux et à la radio jusqu'à peu de temps avant sa mort en 1989.
À partir de 1957, il travaille sur O Cruzeiro et publie en 1964 son deuxième roman, Le colonel et le loup-garou, un best-seller avec plus de cinquante-cinq éditions à ce jour (2012). Considéré comme l'un des grands romans de la littérature brésilienne, il a ensuite été publié au Portugal et traduit en anglais, espagnol, français et allemand. Le livre a également remporté le Prêmio Jabuti 1965 ( Prix de la tortue anglaise ), le prix Luísa Coelho Neto et Claudio de Sousa.
À sa mort, il travaillait sur son troisième roman, Le Roi Belshazzar, qui reste inachevé.

## Œuvres (partiel)
- 1939 - Olha para o céu, Frederico !
- 1964 - O coronel e o lobisomem (Le Colonel et le loup-garou, éditions Gallimard, 1978)
- 1970 - Porque Lulu Bergantim não atravessou o Rubicon
- 1972 - Um ninho de mafagafos cheio de mafagafinhos
- 1972 - Ninguém mata o arco-íris
- 1974 - Manequinho e o anjo de procissão
- 1983 - Notas de viagem ao Rio Negro
- 1979 - Se eu morrer, telefone para o céu
- 1984 - Os mágicos municipais

José Cândido est membre de l'Académie brésilienne des lettres de 1974 à 1989.

## Récompense
- Prêmio Jabuti 1965, prix Luísa Coelho Neto et Claudio de Sousa.